# 重案傳真
《重案傳真》（英語：Super Cop），是香港電視廣播有限公司於1992年首播的時裝警匪電視劇，由劉錫明、許志安、許紹雄、關寶慧等主演，部份單元改編自真實案件。
此劇于2018年10月16日在TVB經典台重播。

## 劇情簡介
女幹探鄺月娥 ( 關寶慧飾 ) 精明能幹，對家庭亦愛謢有加。惟妹妹鄺月美 ( 陳梅馨飾 ) 常發明星夢，做姊姊在多加提點之際，竟無意揭發一個娛樂圈騙色圈套。正當她欲將騙子繩之以法，卻赫然發現其妹已成受害人，頓時十分矛盾。
重案組沙展張近富 ( 許紹雄飾 )，接手調查一宗連續兇殺案，三名男死者生前均曾徵婚。近富為查案前往徵婚，結識了豔女郎姜莉 ( 林其欣飾 )，一方面懷疑她就是變態殺手，另一方面卻對她產生情愫。正感懊惱不堪之際，竟發現兇手是另有其人。
幹探周德培 ( 許志安飾 ) 與好友余小明 ( 吳　剛飾 ) 本為警校同學，後小明因意外而沒法當上警察，改任差館雜役。後小明戀上一少女，為討歡心不惜冒警，結果闖下彌天大禍。德培及同僚奉命追緝，深感友情、公義兩難全。
為追查一宗劫案，探員方正 ( 劉錫明飾 ) 及周培德奉命監視疑犯的妹妹王天真 ( 甄楚倩飾 )，但兩人卻同時被這位天真少艾的美女迷倒了。後他們隱瞞身份與她接觸，認定她是無辜的。不料此時犯案的大圈幫卻找上門，強搶天真的哥哥收藏在家中的贓物，令她身陷絕境。

## 演員表

### 主要演員
- 許紹雄 飾 張近富
- 許志安 飾 周德培
- 劉錫明 飾 方　正
- 關寶慧 飾 鄺月娥
- 焦　雄 飾 肥　杜
- 虞天偉 飾 CID
- 鄧汝超 飾 CID
- 容嘉勵 飾 CID
- 談泉慶 飾 唐立威

### 第一單元
改編自字母小姐案
月娥之妹月美參與選美落選，因而與一眾落選佳麗認識 甘保羅，受甘保羅騙以為他是美籍華僑富商，以為與甘保羅上床就可得片約及洋樓，亦因此而被他拍裸照，最後原來被騙財騙色，可惜其手上有自己的裸照而被勒索，得不償失! 最後被娥識破，眾人指証甘保羅......
演員名單:
- 何壁堅 飾 鄺　泉
- 陳梅馨 飾 鄺月美
- 李桂英 飾 鄺月好
- 黃德斌 飾 好丈夫
- 王頌雯 飾 ADA
- 馮敏清 飾 FIFI
- 莊慧思 飾 KITTY
- 黃鳳瓊 飾 JERRY
- 李耀敬 飾 PETER
- 蔡欣樺 飾 SALLY
- 羅國輝 飾 甘保羅/楊細強 (影射錢志明)
- 陳中堅 飾 甘　父
- 石　云 飾 棠　哥
- 游　飈 飾 大　佬
- 麥嘉倫 飾 CID
- 黃建峰 飾 警　察
- 馬健聰 飾 警　察
- 陳　蕊 飾 女　警
- 談佩珊 飾 電視主持
- 林文森 飾 妓　女
- 謝月美 飾 法　官
- 李成昌 飾 辯方律師
- 李麗麗 飾 控方律師

### 第二單元
出現多宗兇殺案，表面証據似是與某間相睇中心有關，故派出近富假扮客人查探鎖定之嫌疑女客人，因而認識姜莉亦擦出愛火。德培亦假扮舊住戶接近另一嫌疑伊蓮，原來伊蓮乃教派聖徒，要收集十個男人的頭髮以獲得教派所言的真愛，娥奮不顧身救德培，德培感動。 近富愈接近莉愈發覺莉的隨身物與兇手相似，最後原來兇手是一直暗戀莉的送貨員麥基，因為得不到莉也不准別的男人得到，故以莉裝扮再將莉身邊的男人殺死，最後被富反擊並跌落樓死亡。而莉亦原諒當警察但假扮裝修公司老闆的富，二人拍拖。 
演員名單:
- 林其欣 飾 姜　莉
- 曾慧雲 飾 陳美霞
- 廖麗麗 飾 陶小姐
- 陳潔儀 飾 IVY
- 胡曼音 飾 趙伊蓮（EVE）
- 郭德信 飾 曾　SIR
- 馬海倫 飾 林艷芳
- 夏　萍 飾 蘇銀娣
- 左健斌 飾 張天安
- 凌　漢 飾 何老闆/醫生
- 鄧煜榮 飾 黃　強
- 江明輝 飾 麥　基
- 王維德 飾 飛仔甲
- 李顯明 飾 德
- 麥嘉倫 飾 記　者

### 第三單元
小明 (Ming sir)與德培自小相識，感情深厚，二人皆一直想當警察亦一起加入警隊，可惜有一次二人經過隧道時發現有賊並一起追賊時，小明因救德培而腦部受重傷，不能控制情緒，故永遠不能成為警察因而只在差館做打雜。二人認識了珮琪 (Peggy)，珮琪愛上當警察的德培而小明愛上了珮琪。因珮琪只愛警察故與小明分手，再加上轉職為保安的小明因被看作劫款車的嫌疑犯，大受刺激，因而精神失常...... 
演員名單:
- 吳　剛 飾 余小明
- 陳珮珊 飾 關珮琪
- 彭峻輝 飾 彭學武
- 王翠玉 飾 APPLE
- 顏仟汶 飾 Sophie
- 亦　羚 飾 CID
- 黃瑋琳 飾 BILLY仔
- 談佩珊 飾 新聞報導員
- 博　君 飾 明姐夫
- 黎秀英 飾 明　母
- 蘇恩磁 飾 明　姐
- 郭卓樺 飾 明　弟
- 區人山 飾 警　察
- 承　恩 飾 大哥雄
- 許志佳 飾 雄手下
- 陳廣南 飾 雄手下
- 黃仲匡 飾 雄手下
- 陳燕航 飾 Maggie
- 千　秋 飾 Judy
- 莫燕嫦 飾 Susan
- 林嘉麗 飾 Candy
- 徐廣林 飾 大佬波
- 黃天鐸 飾 FRANKIE
- 林韋辰 飾 志
- 林家棟 飾 超
- 王偉樑 飾 油　脂
- 古巨基 飾 油脂仔
- 李衛民 飾 賊
- 黃文標 飾 賊
- 河國榮 飾 軍火專家
- 曹　濟 飾 神　父
- 凌　漢 飾 醫　生
- 溫雙燕 飾 關　母
- 鄒　靜 飾 公　關

### 第四單元
天發很痛錫妹天真，為妹而不再當竊匪，卻因一次交通意外天發的背包與賊贓掉包，賊人因而捉走天發, 亦設法向天真下手欲找回賊贓. 警方為追查賊人向天真埋手, 派出方正扮天真親友查出及拘捕賊人, 後二人愛上對方相戀。 最後, 富與莉結婚, 德培與月娥一對 及 正與真一對, 大團員結局.
- 艾　威 飾 王天發
- 甄楚倩 飾 王天真
- 鄭家生 飾 向　陽
- 何禮男 飾 大　江
- 梁少狄 飾 大　海
- 林道權 飾 小　軍
- 薛　俊 飾 亞　生
- 河國榮 飾 廚　師
- 麥嘉倫 飾 報導員
- 梁建平 飾 報導員
- 麥皓為 飾 老　闆
- 孫季卿 飾 福　伯
- 黃思恩 飾 李成昌
- 李子奇 飾 飛虎隊指揮官
- 李衛民 飾 飛虎隊
- 黃建峰 飾 CID

## 外部連結
- 《重案傳真》 GOTV 第1集重溫

## 電視節目的變遷

### 首播
| 無綫電視翡翠台 第二線劇集 星期一至五 20:50-21:50 | 無綫電視翡翠台 第二線劇集 星期一至五 20:50-21:50 | 無綫電視翡翠台 第二線劇集 星期一至五 20:50-21:50 |
| ------------------------------------------------ | ------------------------------------------------ | ------------------------------------------------ |
|                                                  | 重案傳真 （1992.4.6 - 1992.5.1）                 |                                                  |
| 92鍾無艷 （1992.3.9 - 1992.4.3）                 | 火玫瑰 （1992.5.4 - 1992.6.26）                  |                                                  |